# Nazionale maschile under 20 di calcio a 5 del Venezuela
La nazionale di calcio a 5 del Venezuela Under-20 è la rappresentativa di Calcio a 5 Under-20 del Venezuela ed è posta sotto l'egida della Federación Venezolana de Fútbol.
La nazionale venezuelana è tra le migliori del continente sudamericano: nelle tre edizioni sin qui disputate è giunta sempre sul podio guadagnando un secondo posto nell'edizione inaugurale in Brasile e due medaglie di bronzo nelle edizioni 2006 e 2008, in quest'ultima il portiere Jony Rueda è risultato il giocatore rivelazione anche e soprattutto per aver parato tre rigori nella finale per il terzo e quarto posto.

## Partecipazioni al Sudamericano de Futsal Sub-20
- 2004:  Secondo posto
- 2006:  Terzo posto
- 2008:  Terzo posto
- 2010:  Primo turno
- 2013:  Primo turno
- 2014:  Quarto posto